# Sörmlands museum
Sörmlands museum är ett regionalt museum med kulturhistorisk inriktning i Södermanlands län. Museets huvudman är Region Sörmland.

## Historik
Sörmlands museums grundades år 1913, när Föreningen Södermanlands länsmuseum startades. Initiativet drevs både av olika privatpersoner, bland annat prins Wilhelm, och föreningar som Södermanlands Fornminnesförening. Föreningen anställde Martin Nilsson som intendent som drev samlingarnas och utställningarnas uppbyggnad i Gamla Residenset på Nyköpingshus. Utställningarna invigdes år 1918, även om vissa delar av Gamla Residenset redan öppnade år 1916 för publiken.
Sedan dess har museet haft olika utställningsutrymmen, både i Nyköping och, i samarbete med olika aktörer, i resten av länet. 1931 invigdes utställningarna i Kungstornet, en del av Nyköpingshus. 1945 köptes gamla gasverksbyggnaden i Nyköping som byggdes om till konsthall. Den nya konsthallen invigdes år 1959. Sedan 1986 driver museet i Malmköping tillsammans med Flens kommun och Malmköpingsortens hembygsförening museet Malmahed.
2018 invigdes de nya lokalerna för Sörmlands museum i Nyköpings västra hamn. Byggnaden som ritades av Carlstedts arkitekter omfattar 13 000 kvadratmeter och innehåller både utställnings- och magasinsutrymmen, bibliotek, arkiv, konsertsal, föreläsningssalar och verkstäder. Utöver utställningarna i Kungstornet har museet även idag verksamhet i hela länet, bland annat genom skyltprojektet ”Historien i Sörmland” som genomförs i samarbete med kommunerna i länet.
Museet har sedan 1913 haft olika administrativa former. Fram till 1926 var museet en förening. Sedan blev museet en del av Södermanlands museiförbund som grundades av museerna i Strängnäs, Eskilstuna, Nyköping och Södertälje. 1931 grundades Södermanlands hembygdsförbund som blev en viktig samarbetspartner för museiförbundet. 1962 slogs båda organisationer ihop och blev Södermanlands musei- och hembygdsförbund. 1976 separerades dem igen och museet blev en egen stiftelse med Landstinget som huvudman. 1998 blev stiftelsen en del av landstingets förvaltningsmyndighet Kultur & Utbildning, senare inom Region Sörmland.

## Samlingar
Sörmlands museums samlingar har byggts upp sedan 1913, men på grund av sammanslagningar med andra organisationer är delar av samlingen även av äldre ursprung. Delar av de arkeologiska samlingarna hade redan samlats in av Södermanlands Fornminnesförening. En betydande samling som först blev en del av Sörmlands museum år 2017 var Strängnäs museums samling. När museet lades ned flyttades stora delar av samlingen till Sörmlands museum.
Museets samlingar präglas av industrialiseringens stora sociala förändringar som skedde i slutet av 1800-talet och början på 1900-talet. Som typiskt för kulturhistoriska museer vid denna tid samlade man in många allmogeföremål för att rädda denna kultur som uppfattades som försvinnande. Insamlingsverksamheten från och med 1916 när Martin Nilsson anställdes som intendent riktade sig mestadels efter Nordiska museets kategorier: allmoge, högre stånd, konst samt kyrkligt. Under 1900-talet förändrade sig synen på kulturhistoria samt museer och fler perspektiv tillämpades, till exempel samlades in fler föremål och berättelser med fokus på historiskt sett marginaliserade samhällsgrupper som kvinnor, flyktingar, statare med flera.
År 2025 omfattar Sörmlands museums samlingar cirka 100 000 föremål, en miljon fotografier och 500 hyllmeter arkivmaterial. Över 58 000 föremål och cirka 122 000 fotografier är sökbara i museets digitala samlingsportal. Museets samlingar publiceras också i Kringla och Europeana.

### Konst
Under Sörmlands museums första årtionde donerade privatpersoner som Wilhelmina von Hallwyl och Ester Lindahl möbler, konst och porslin till museet. Sedan dess har museet utökat konstsamlingen, bland annat med verk av Josef Wilhelm Wallander, Henning Petri, Döderhultaren och Erik Dahlbergh. Andra betydande konstnärer som är representerade i samlingen är Bodil Güntzel, Ivan Angueli, Knutte Wester, Niki Lindroth von Bahr, Elsa Backlund-Celsing, Bernhard Österman, Hanna Pauli och Albin Jerneman.

### Fotografier
Bland de cirka en miljon fotografier finns ett flertal fotografer av både nationell och regional betydelse. Ett av de tidigaste daguerreotyperna i Sverige tillhör till samlingen, ett porträtt på Oscar I taget av Anton Derville år 1844.Utöver ett antal daguerreotyper och även ferrotyper har museet en omfattande samling som sträcker sig från 1840-talet till idag. Relevanta fotografer i samlingen är Amadeus Bianchini, Maria Werner, Victoria av Baden, Anna Riwkin-Brick, Olle Hagelroth, Ture Ärlund, Lena Böklin med fler.

### Berättelser
Både i museets Berättande magasin och digitalt förvaltas samlingarna efter sitt sociala sammanhang, till exempel föremålen, fotografier och arkivhandlingar efter en särskild person, familj, organisation eller plats. Några av dem skildrar livet i Sörmland över flera generationer och kan innehålla flera tusen objekt. Några handlar om kända personer, som till exempel Cecilia af Klercker och Hanna Palme, andra om platser som godset Ökna eller internatskolan Solbacka, och en del handlar om vanliga människor som inte blivit kända under sin livstid, vars berättelser dock valdes ut för representera vardagen i Sörmland för olika grupper i samhället, då och nu.

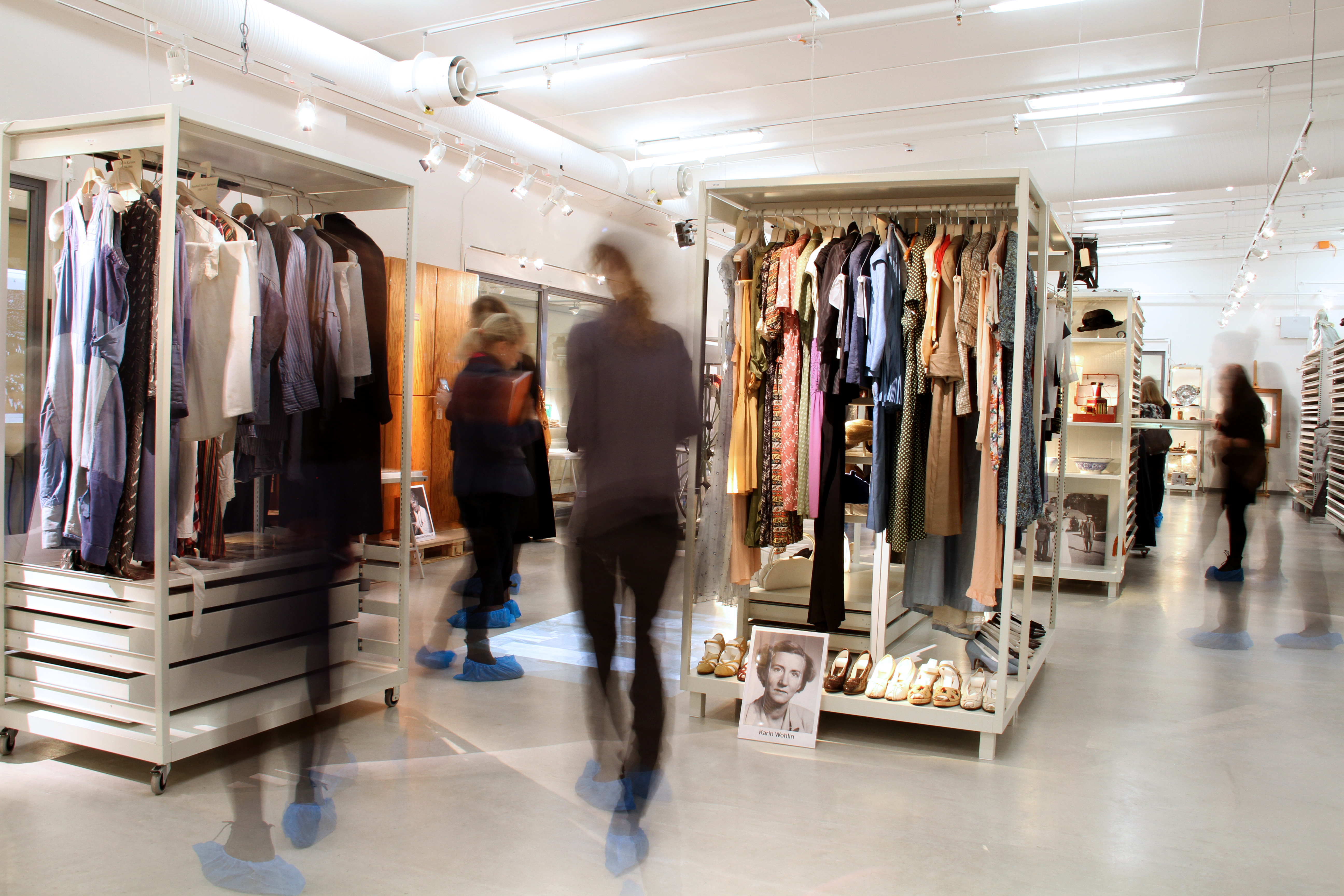
En del av museets öppna magasin som är publikt tillgängliga i museihuset.
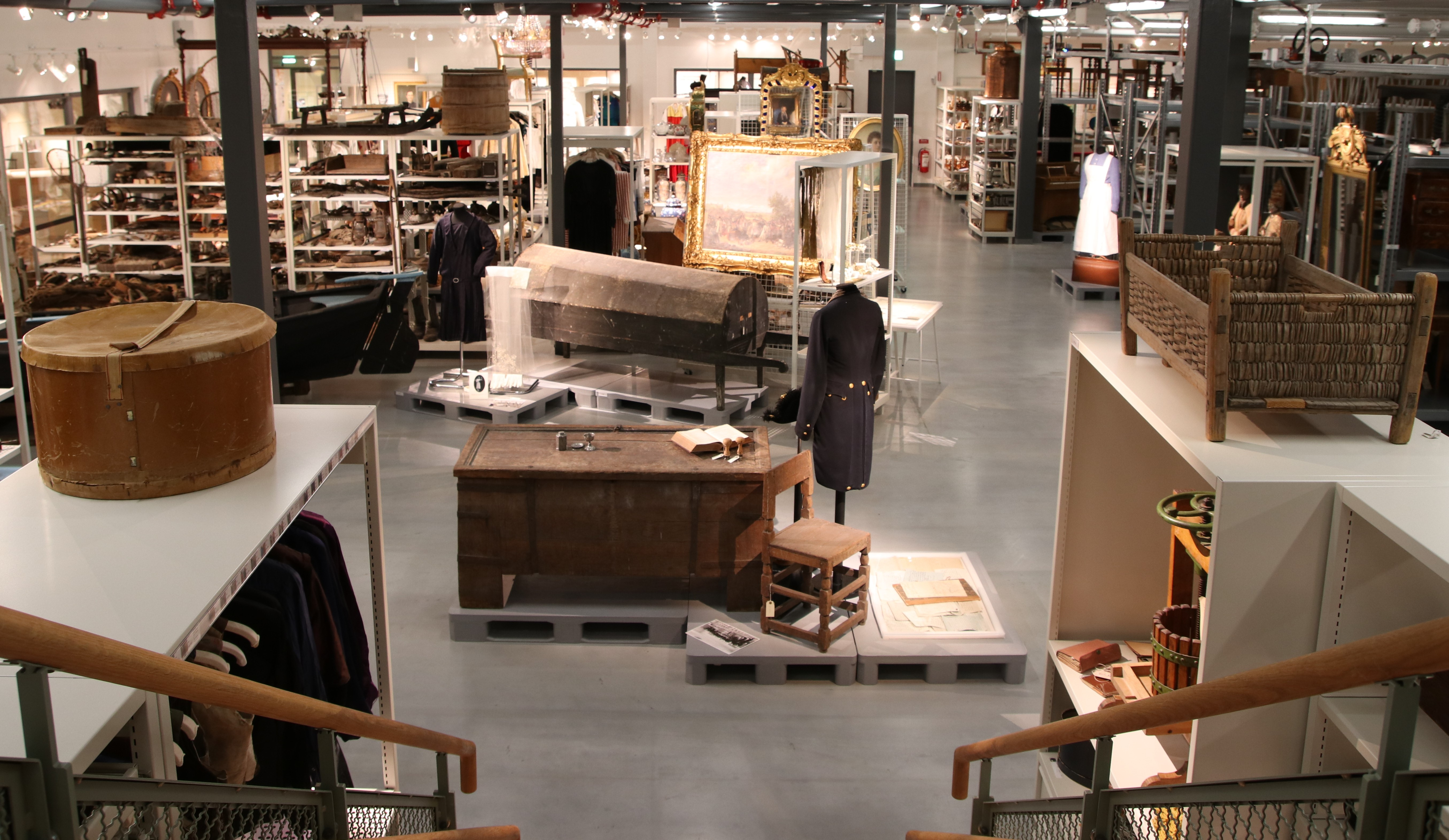
I de Berättande magasinen visas samlingarna ihop, oavsett materialkategori, i sitt sociala sammanhang.
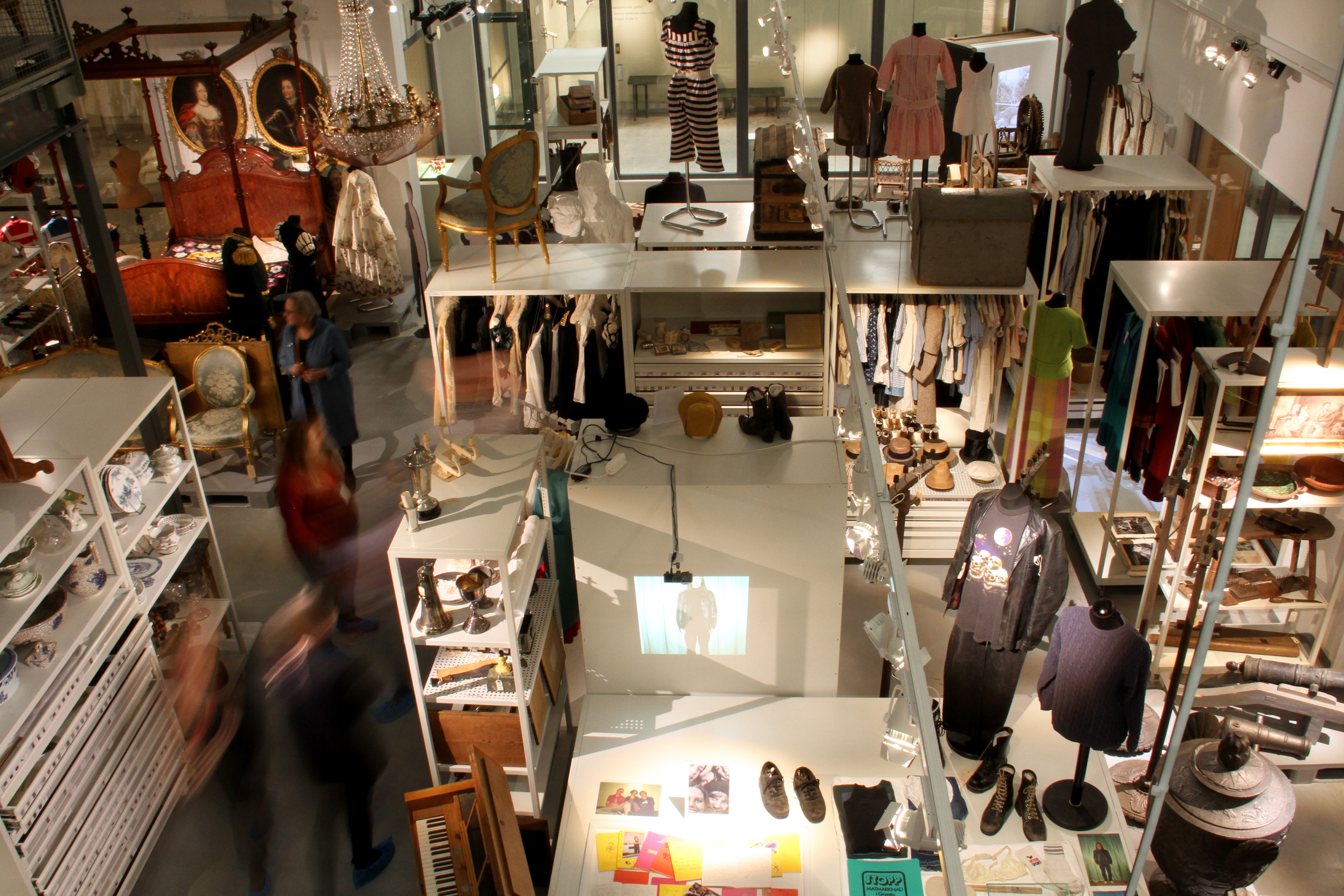
Totalt sett tre av tolv magasin är inglasade och synliga utifrån utställningarna.

## Verksamhet
År 2024 nådde museets fysiska verksamhet drygt 173 174 besökare/deltagare genom utställningar, program och pedagogik. Till denna siffra ska läggas alla de som museet når genom utomhusutställningar av olika slag, som till exempel ”Historien i Sörmland”. På webben hade museet samma drygt 427 809 besökare. De digitala samlingar hade 311 193 besök.
Museet omsätter kring 30 miljoner kronor, drygt hälften erhålls genom huvudmannens anslag. Cirka 15 procent har erhållits genom statens verksamhetsbidrag till regional museiverksamhet. Cirka 30 procent finansieras genom uppdrag och externa projektmedel.
Mellan 1932 och 2017 gav Sörmlands museum ut årsboken Sörmlandsbygden, tillsammans med Södermanlands hembygdsförbund.

### Lista över museets chefer
- 1915–1949 Martin Nilsson, intendent
- 1934–1970 Ivar Schnell, landsantikvarie
- 1950–1979 Carl-Gustaf Blomberg, intendent
- 1970–1974 Bo Wingren, landsantikvarie
- 1974–1977 Ingmar Hasselgren, landsantikvarie
- 1977–1984 Christian Axel-Nilsson, länsantikvarie och länsmuseichef
- 1984–1994 Nanna Hermansson, länsmuseichef
- 1994–1998 Anita Liepe, länsmuseichef
- 1998–2020 Karin Lindvall, länsmuseichef
- sedan 2020 Susanna Janfalk, länsmuseichef

### Priser
- Kulturarvspriset 2019[21]
- Årets museum 2020[22]
- European Museum of the Year Award 2022 (nominerad)[23]
- Stora Turismpriset 2023 (nominerad)[24]

## Bildgalleri

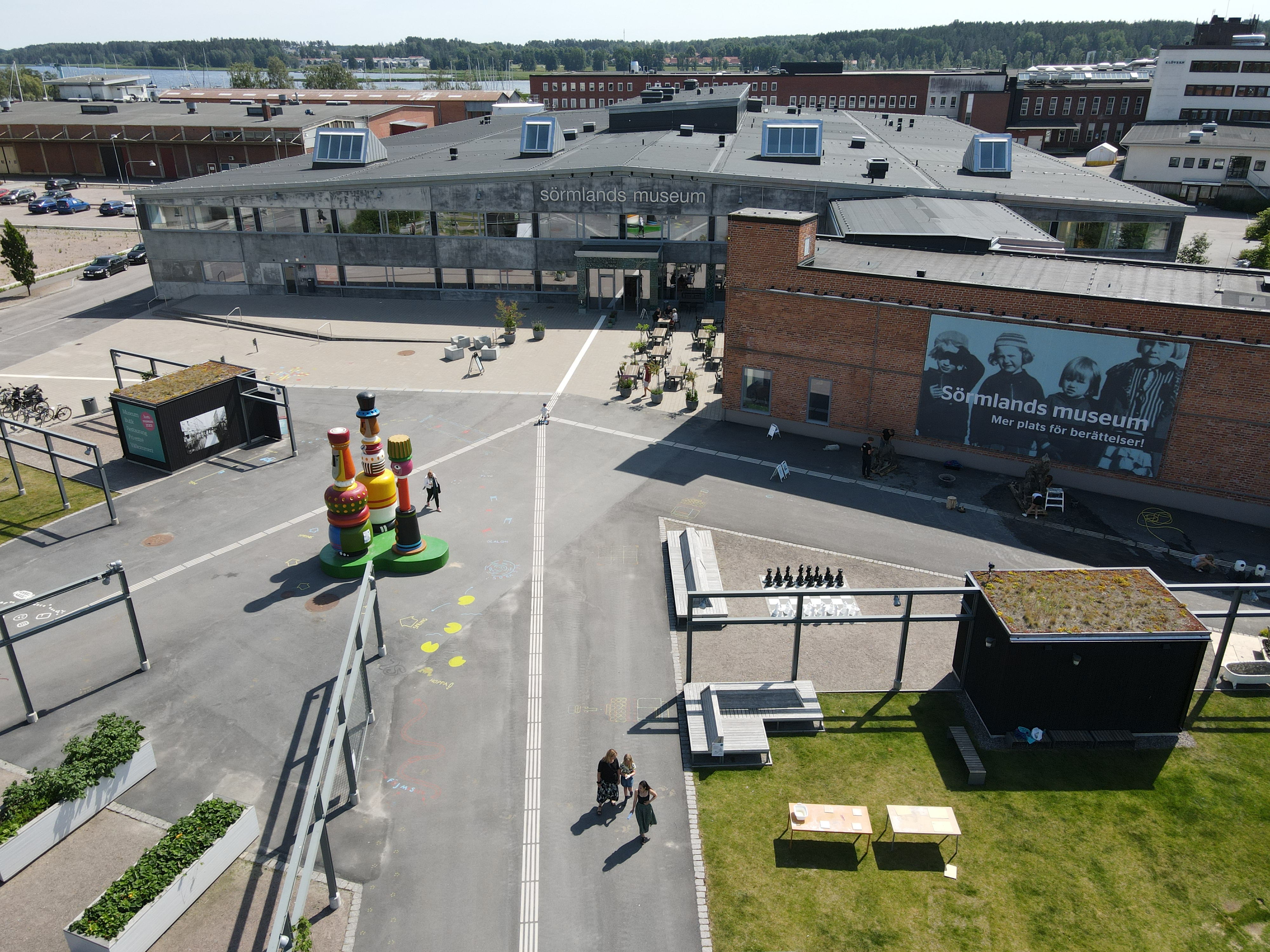
Sörmlands museum i Nyköping med museiparken.
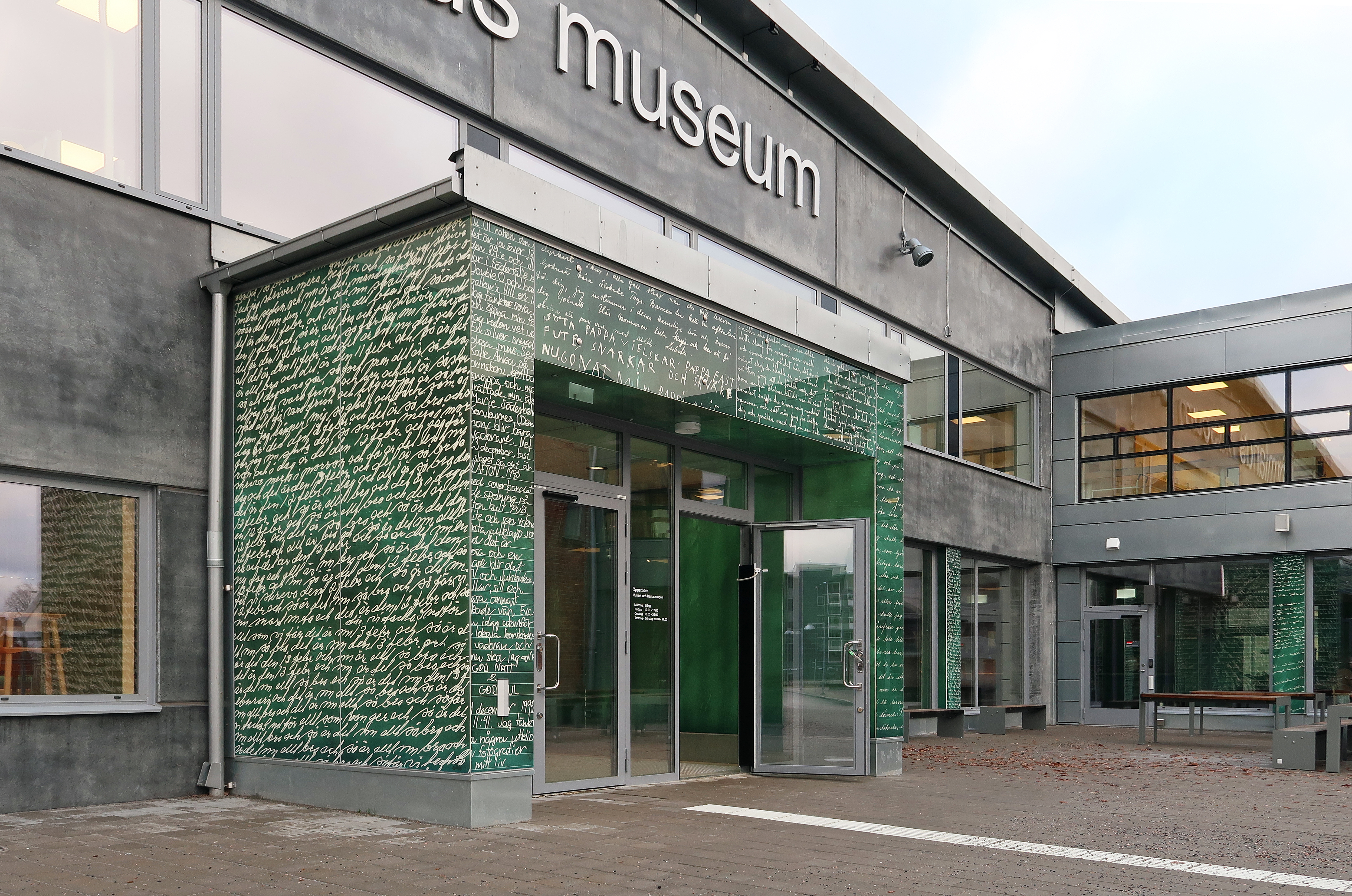
Entré med texter och dagboksanteckningar ur samlingarna.
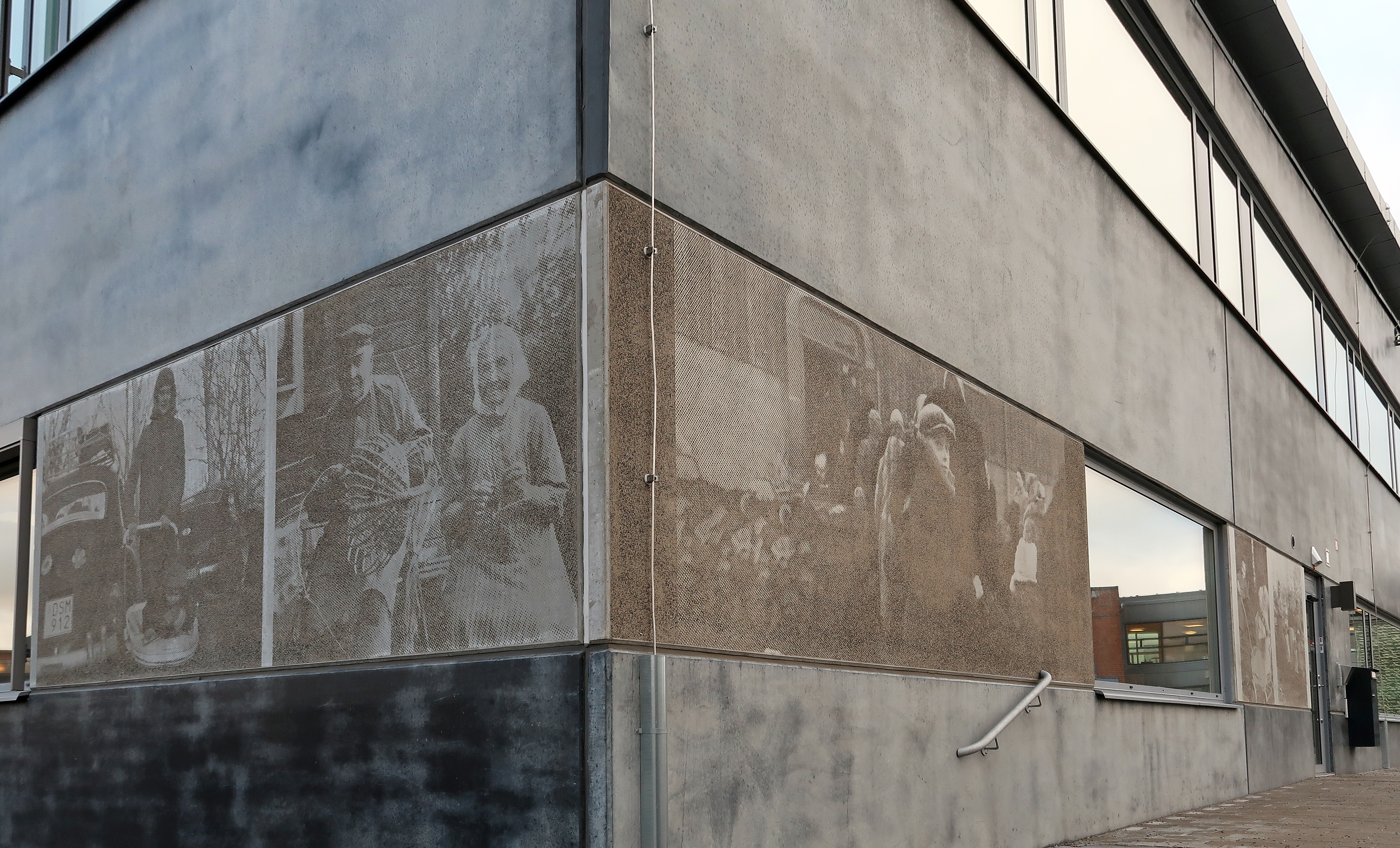
Grafisk betong med bilder ur museets samlingar.
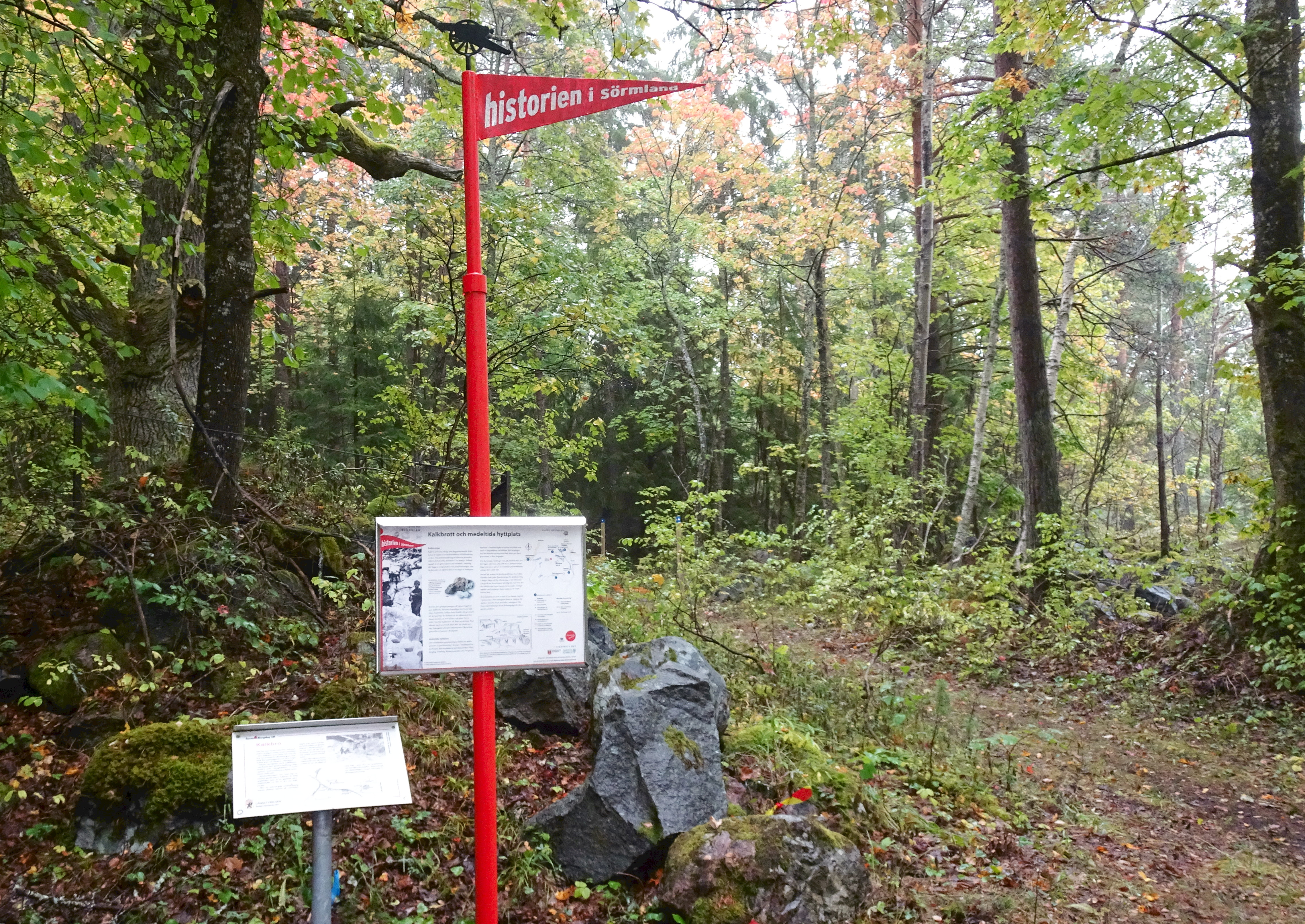
Skyltprojektet Historien i Sörmland.